# Benz & Cie.
Benz, Benz & Cie. Rheinische Gasmotorenfabrik in Mannheim, tysk biltillverkare (tyskt bilmärke), grundad i Mannheim av Carl Benz 1885. Benz & Cie slogs samman med Daimler-Motoren-Gesellschaft till Daimler-Benz 1926. Det sammanslagna företagets bilar heter Mercedes-Benz.

## Historia
Carl Benz bilpatent är daterat 29 januari 1886, vilket innebär att Benz kan betraktas som bilens uppfinnare, även om landsmannen Gottlieb Daimler självständigt också konstruerade en bil samma år. 
De första bilarna var inte mycket mer än motordrivna hästvagnar, men fordonet fick mycket snart sin egen karaktär. Carl Benz var själv mycket intresserad av att vidareutveckla bilen tekniskt, men det var hans hustru Bertha Benz som stod för de första marknadsföringsåtgärderna som gjorde att uppfinningen fick uppmärksamhet och kunde finna köpare.
Benz & Cie slogs 1926 samman med Daimler-Motoren-Gesellschaft, grundat av Gottlieb Daimler och Wilhelm Maybach. Sammanslagningen skapade Daimler-Benz med bilmärket Mercedes-Benz. 1998 köpte Daimler-Benz den amerikanska fordonstillverkaren Chrysler Corporation och skapade DaimlerChrysler, men Chrysler såldes igen 2007.

## Bildgalleri

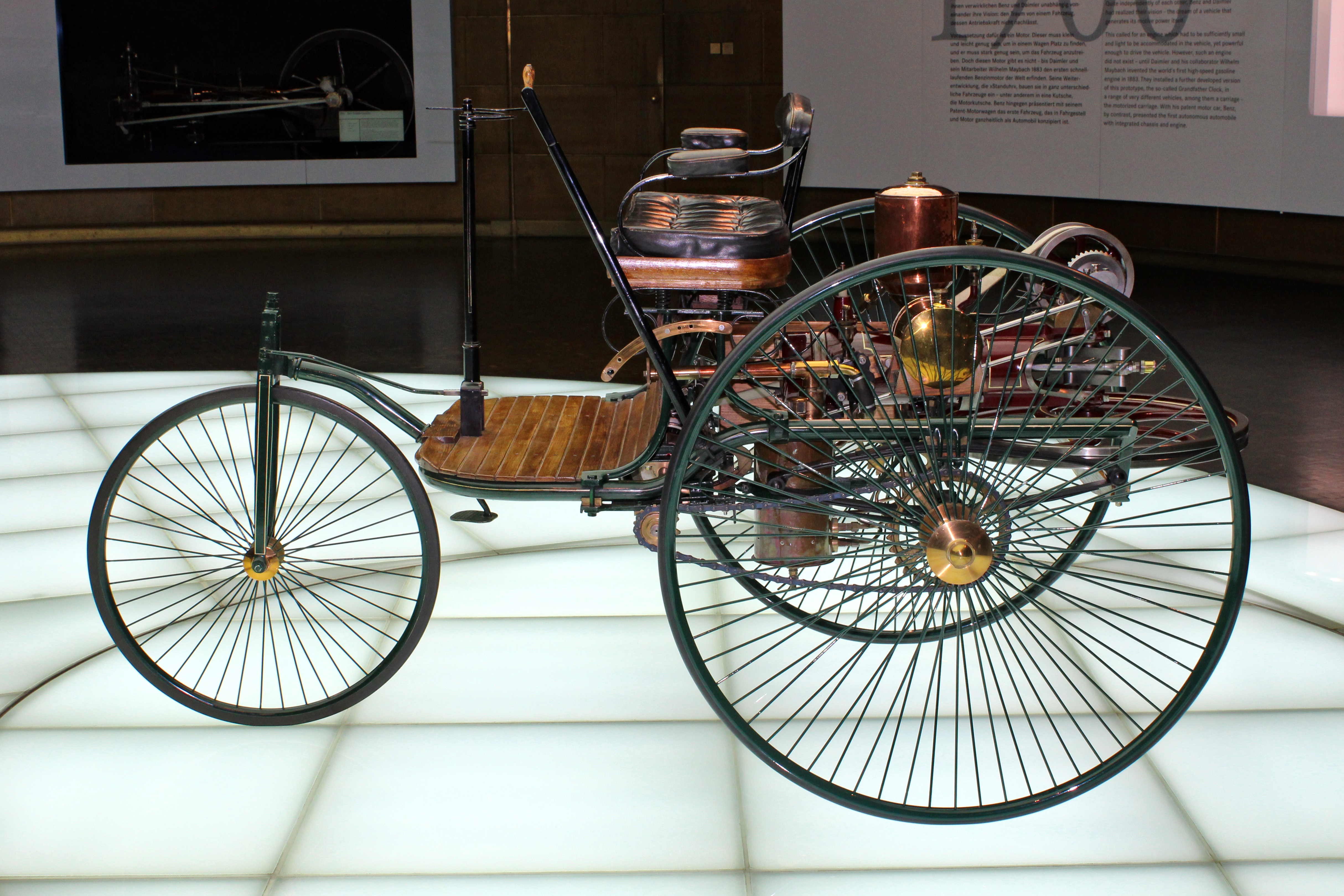
Benz Patent-Motorwagen No. 1 (1886)
Benz Viktoria 1894
Benz 3 1/2HP Phaeton 1898 Allgemeiner Schnauferl Club E.V.
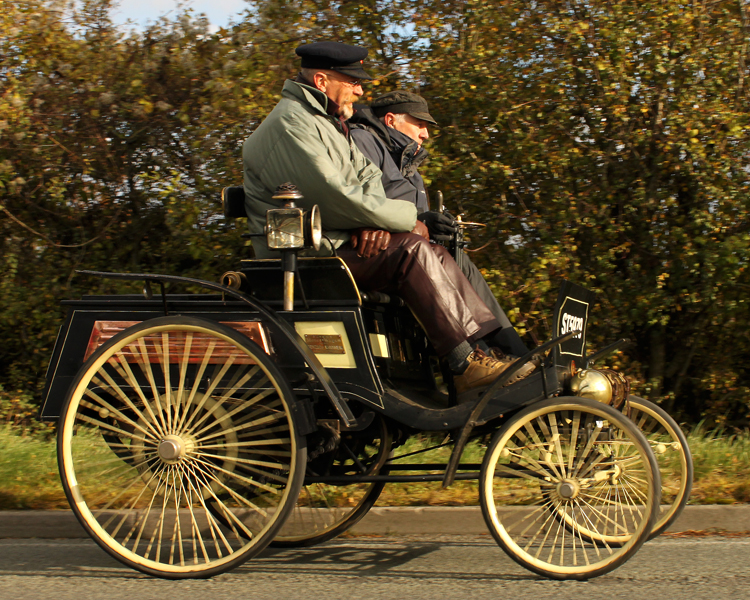
Benz 3 1/2HP Dogcart 1898
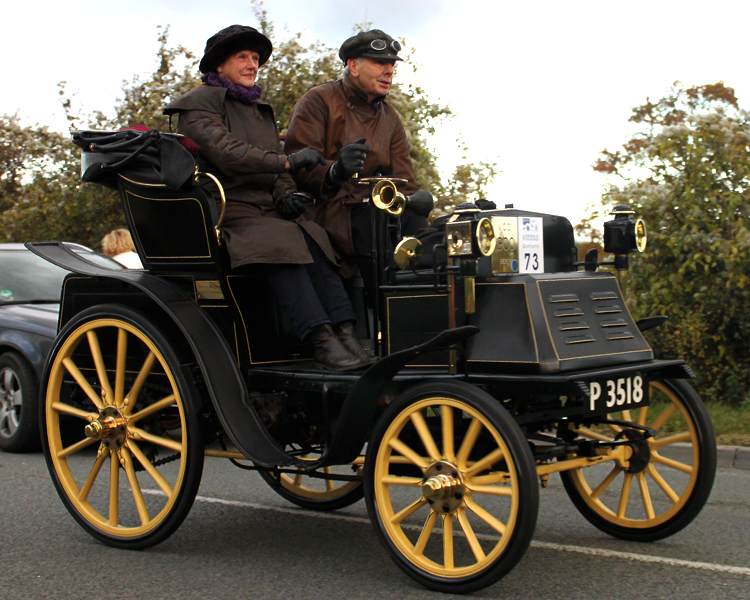
Benz 4 1/2HP Vis-à-vis 1900
Benz 9/10HP Tonneau 1902
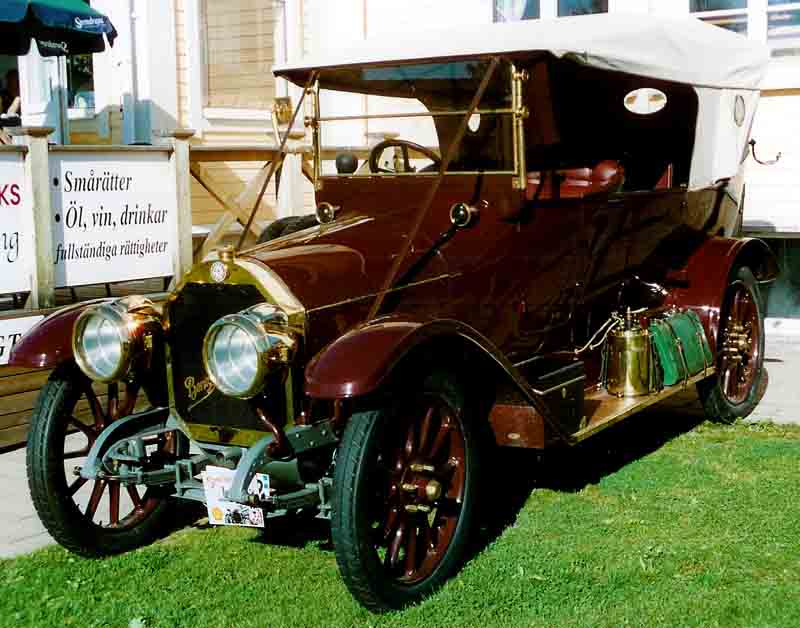
Benz 16/40 PS Doppelphaeton 1913